# 林家木久彦
林家 木久彦（はやしや きくひこ、1991年4月25日 - ）は、日本の落語家、YouTuberである。オフィス適材適所合同会社、落語協会所属の真打。出囃子は『タフワフワイ』。本名∶草野 慧介。

## 来歴
1991年4月、埼玉県比企郡小川町出身。実家は同町の「平井商店」(居酒屋）。埼玉県立松山高等学校卒業。
2010年2月、林家木久扇に入門。9番弟子。2010年8月、前座となる。前座名は「けい木」。
2015年5月、柳亭市童、柳家吉緑、柳家やなぎ、林家なな子と共に二ツ目に昇進する。
2018年6月、出身地である埼玉県小川町の観光大使に就任した。　
2019年1月、母校の松山高校がある東松山市の應援團員に就任した。
真打昇進に伴い高座名を変更するため三遊亭鬼丸がパーソナリティを務めるFM NACK5『GOGOMONZ』で公募を行い、2024年9月9日の放送で「林家木久彦」に改名することを発表した。
2025年3月21日、柳家緑太、柳家花飛、柳亭市童改め四代目松柳亭鶴枝、柳家吉緑と共に真打に昇進し、林家木久彦へ改名した木久彦の名は初代木久蔵が木久扇に改名する時の候補にあった名前であるが偶然である。

## 人物
- 祖母は小川町で芸者として仕事をしていた。
- 浅草演芸ホール8月中席で毎年行われる住吉踊り連に所属している。
- 真打の芸名をNACK5で募集、師匠林家木久扇（蔵）の「木久」と大師匠林家彦六の「彦」を合わせた「木久彦」に決定したが、この名前を応募してきたのは4人で、うち3人はけい木の知人、さらにその中の一人は春風亭昇也である[12]。
- 週刊少年ジャンプにて、2022年11号（2022年2月14日）より連載されている落語を題材とした漫画｢あかね噺｣[13]の落語監修として制作に携わっている。[14]

## 芸歴
- 2010年
  - 2月 - 林家木久扇に入門。
  - 8月 - 前座となる、前座名「けい木」。
- 2015年5月 - 二ツ目昇進。
- 2025年3月 - 真打昇進、林家木久彦へ改名。

## メディア

### テレビ
- 家、ついて行ってイイですか?（テレビ東京） - 2016年2月、2019年11月
- スタジオパークからこんにちは（NHK） - 2016年7月
- 笑点(日本テレビ) アシスタント - 2022年4月17日〜

### ラジオ
- GOGOMONZ（FM NACK5） - レポーター

### CM
- ＳＭＢＣ日興証券 ライフプランシミュレーション「One・PIT」大喜利（web、2019年）
- 2nd street「お店で買い物編」（2020年）
- パナソニック「リニアシェーバーラムダッシュ6枚刃」（2021年）
- 警察庁「第21次自動車盗難防止キャンペーン」（2021年）

### 著書
- 『林家木久扇一門本 〜天下御免のお弟子たち〜』 木久扇と弟子たち（著） （秀和システム、2022年1月） ISBN 978-4798066066
- 『あかね噺』原作：末永裕樹、漫画：馬上鷹将（週刊少年ジャンプ 2022年11号 - ）※原作、アニメ版共に落語監修担当